# Icaria fasciata
Icaria fasciata är en getingart som beskrevs av Smith 1858. Icaria fasciata ingår i släktet Icaria och familjen getingar. Inga underarter finns listade i Catalogue of Life.